# Quedara basiflava
Quedara basiflava este un fluture din familia Hesperiidae și este endemic în Gații de Vest din India.

## Descriere
Charles Swinhoe a descris un fluturele mascul ca având partea dorsală maro închis lucios, aproape negru. Aripa anterioară are o bandă scurtă post-medială semi-hialină, albă, destul de lată, compusă din două pete semi-pătrate, alungite, conjugate, cu pata de jos mai mare. O pată și mai mare semi-pătrată este plasată sub acestea până la prima nervulă mediană, separată de petele de mai sus doar de vena mediană, având capătul exterior extinzându-se puțin în afară. Aripa posterioară este fără nici un semn. Perii ambelor aripi sunt maro. Partea ventrală a aripilor este aproape la fel de închisă la culoare ca partea dorsală. Aripa anterioară este însemnată similar. Aripa posterioară are o pată la bază de culoare galbenă, variind ca dimensiune între exemplare. Antenele sunt negre, fără semne. Pedipalpii, capul, corpul și picioarele sunt de aceeași culoare cu aripile pe partea dorsală, iar pe partea ventrală sunt gri. Femela se aseamănă masculului, cu petele de pe aripa anterioară puțin mai mari.

## Hrană
Larvele se hrănesc cu Calamus hookerianus, Calamus pseudofeanus, Calamus rotang și Calamus thwaitesii.